# Proteinuria
La proteinuria es la presencia excesiva de proteína en la orina, en cantidad superior a 150 mg en 24 horas. Estos niveles pueden ser transitorios, permanentes, ortostáticos, monoclonales o por sobrecarga. La proteinuria en pequeñas cantidades (30 a 300) suele estar casi siempre a expensas de la albúmina, denominándose microalbuminuria, de especial interés en la diabetes mellitus. Se suele manifestar mediante la presencia de espuma en la orina.

## Diagnóstico
Un examen de albúmina urinaria mide la cantidad de proteínas en la orina.

## Técnica
La proteína en la orina se examina por medio de uno de estos métodos:
1. Se utiliza una "prueba rápida" para ver si la proteína está o no presente en la orina. En este examen, una tirilla químicamente tratada se sumerge en una muestra de orina al azar, simplemente para ver si se detecta la proteína.
2. Se requiere una muestra de 24 h para medir la cantidad real de proteína que está siendo excretada en la orina.

El médico le solicitará a la persona descontinuar medicamentos que pueden interferir con el examen si es necesario. El procedimiento para tomar una muestra de orina de 24 horas es el siguiente:
- Día 1: la persona debe orinar en la taza del baño al levantarse en la mañana.
- Luego, recoger toda la orina en un recipiente especial durante las siguientes 24 horas.
- El día 2: la persona debe orinar en el recipiente al levantarse en la mañana.
- Tapar el recipiente y guardarlo en el refrigerador o en un lugar fresco durante el período de recolección. Se debe marcar el recipiente con el nombre, fecha, hora de terminación y retornarlo de acuerdo con las instrucciones.

En bebés, es necesario lavar completamente el área alrededor de la uretra y abrir una bolsa colectora de orina (bolsa plástica con una cinta adhesiva en un extremo) y luego colocar la bolsa sobre el bebé. A los niños se les puede introducir todo el pene dentro de la bolsa adhiriendo la cinta adhesiva a la piel; a las niñas se les adhiere la bolsa sobre los labios mayores. Se puede colocar el pañal de la manera usual sobre la bolsa asegurada.
Es posible que se tenga que repetir el procedimiento, ya que los bebés activos pueden desplazar la bolsa. Se recomienda entonces revisar al bebé frecuentemente y cambiar la bolsa después que este haya orinado en ella. La orina se vierte luego en el recipiente y se le entrega al médico o se lleva al laboratorio tan pronto como sea posible después de terminar el procedimiento.
Este examen se realiza con más frecuencia cuando se sospecha de enfermedad renal y puede emplearse como prueba de tamizaje.
Normalmente, la proteína no está presente en la orina cuando se lleva a cabo una prueba rutinaria con tirilla reactiva. Esto se debe a que supuestamente el riñón conserva moléculas grandes, como proteína, en la sangre y solamente filtra pequeñas impurezas. Incluso, si las pequeñas cantidades de proteína pasan, normalmente son reabsorbidas por el cuerpo y utilizadas como fuente de energía.
Algunas proteínas aparecen en la orina si los niveles proteínicos en la sangre se elevan, incluso cuando el riñón está funcionando apropiadamente.
Por otro lado, si el riñón está enfermo, la proteína aparecerá en la orina incluso si los niveles sanguíneos son normales.

## Valores normales
- Para una prueba rápida con tira reactiva, los valores normales son aproximadamente de 0 a 8 mg/dl.
- Para una prueba de 24 horas, el valor normal es menor a 80 mg por 24 h.
- Para una prueba de orina aleatoria los valores normales son de 0 a 20 mg/dl.

Los rangos de los valores normales pueden variar ligeramente entre diferentes laboratorios, ya que pueden utilizar sistemas de medición distintos a los aquí mencionados. Si necesita más información sobre los resultados de sus análisis de orina hable con su médico de cabecera.
Nota: mg/dl = miligramos por decilitro

## Valores alterados
Los resultados anormales pueden significar el incremento de la proteinuria y ser indicio de:
- Pielonefritis bacteriana
- Tumor en la vejiga
- Insuficiencia cardíaca congestiva (perfusión inadecuada de los riñones)
- Nefropatía diabética
- Glomerulonefritis
- Síndrome de Goodpasture
- Envenenamiento por metales pesados
- Lupus eritematoso sistémico
- Hipertensión
- Mieloma múltiple
- Síndrome nefrótico
- Terapia con fármacos nefrotóxicos
- Enfermedad poliquística del riñón
- Preeclampsia